# 異頷頜吻鰻
異頷頜吻鰻（學名：Gnathophis heterognathos），是輻鰭魚綱鰻形目康吉鳗科頜吻鰻屬的其中一種，由Pieter Bleeker於1858年描述，最初屬於Myrophis屬，分布於西太平洋日本、南中國海及菲律賓海域，深度183-199公尺，本魚體延長，接近尾部逐漸側扁，背鰭軟條181-191枚、臀鰭軟條128-132枚，脊椎骨121-131個，體長可達41.5公分，為底棲性魚類，生活習性不明。